# David Bowie (1969년 음반)
| 전문가 평가                   | 전문가 평가 |
| 평가 점수                     | 평가 점수   |
| 출처                          | 점수        |
| ----------------------------- | ----------- |
| AllMusic                      | [ 2 ]       |
| Classic Rock                  | [ 3 ]       |
| Encyclopedia of Popular Music | [ 4 ]       |
| The Great Rock Discography    | 6/10        |
| NME                           | 6/10        |
| Pitchfork                     | 6.7/10      |
| PopMatters                    | [ 8 ]       |
| Record Collector              | [ 9 ]       |
| The Rolling Stone Album Guide | [ 10 ]      |
| Spin Alternative Record Guide | 2/10        |

《David Bowie》는 영국 필립스 레코드가 그 제목으로 발매한 영국의 음악가 데이비드 보위의 두 번째 스튜디오 음반이며, 1969년 11월 14일, 미국 머큐리 레코드의 《Man of Words/Man of Music》으로 발매되었다. 1972년 RCA 레코드에 의해 《Space Oddity》(영국 싱글 차트에서 5위에 도달한 오프닝 트랙의 제목)로 재발행되었다.
《Space Oddity》는 1984년, 1990년, 1999년 이 음반의 CD 발매에 사용된 이름이었으나, 2009년과 2015년 재발매를 위한 원래의 상징적 제목으로 되돌아갔다.
《NME》 편집자인 로이 카와 찰스 샤어 머레이는 포크 록, 발라드, 프로그레시브 록이 혼합된 것에 대해 "그 중 일부는 67년에, 일부는 72년에 속해 있었지만 1969년에 이 모든 것이 매우 어울리지 않는 것처럼 보였습니다. 기본적으로, 데이비드 보위는 과거의 모든 모습들과 그가 어떻게 될 것인가에 대해 생각해 볼 수 있습니다. 모든 것이 뒤죽박죽이 되어 지배를 위해 싸웁니다..."
이 음반은 보위가 카바레/아방가르드 영감을 받은 음악가에서 히피/포크 기반의 음악으로 전환한 후에 나온 것으로, 1967년 데뷔 때부터 이 음반이 중요한 전환점이 되었다.
영국 필립스 LP에서 이 음반의 두 번째 곡이 나온 후 40초 동안 들린 목록에 없는 잼인 〈Don't Sit Down〉은 미국 머큐리 발매와 1972년 RCA 재발매에서 제외되었다. 이 곡은 1990년대에 음반의 CD 발매에 다시 한번 수록되었고 독립 트랙으로 수록되었다. 2009년과 2015년 재발매된 작품들은 이 작품을 히든 트랙으로 원상 복귀시켰다.

## 배경
데이비드 보위는 1967년 데람 레코드를 통해 뮤직 홀에 영향을 받은 셀프 타이틀 데뷔 스튜디오 음반 《David Bowie》를 발매했다. 이 음반은 상업적으로 실패했으며 보위에게 큰 주목을 가져다주지 못했고, 이후 2년 동안 그의 음반 발매는 중단되었다. 음반의 실패 이후, 보위의 매니저 케네스 피트는 보위를 더 넓은 대중에게 소개하기 위해 홍보 영화를 제작하는 것을 승인했다. 이 영화 《화요일까지 당신을 사랑해요》는 1984년까지 공개되지 않았으며, 피트가 보위의 멘토로서 활동을 종료하는 계기가 되었다.
피트의 요청에 따라 보위는 영화용으로 새로운 곡 〈Space Oddity〉를 작성했다. 이 곡은 가상의 우주비행사를 주제로 한 이야기로, 제목과 주제는 스탠리 큐브릭의 《2001: 스페이스 오디세이》 (1968년)에서 영향을 받았다. 보위는 1969년 1월에 이 곡의 데모를 녹음했으며, 2월 2일에는 《화요일까지 당신을 사랑해요》 버전을 최종 녹음했다. 4월에는 보위가 기타리스트 존 허친슨과 함께 〈Janine〉, 〈An Occasional Dream〉, 〈I'm Not Quite〉(〈Letter to Hermione〉), 〈Lover to the Dawn〉 (〈Cygnet Committee〉)과 〈Space Oddity〉의 또 다른 데모를 녹음했다. 5월, 보위는 〈Space Oddity〉 덕분에 머큐리 레코드와 음반 계약을 체결했다. 이 계약은 그에게 새로운 스튜디오 음반을 제작할 수 있는 자금을 제공했으며, 음반은 머큐리 레코드를 통해 미국에 배급되고, 필립스 레코드를 통해 영국에 배급될 예정이다.

## 커버 아트
영국판 《David Bowie》 LP 커버 작품은 영국 사진작가 버논 드워스트의 얼굴 초상화를 그린 바탕에 파란색과 보라색 반점이 있는 빅토르 바사렐리의 작품 위에 노출시켰다. 비슷한 초상화가 미국판 머큐리 LP 《Man of Words/Man of Music》에 사용되었지만, 평범하고 푸른 바탕에 사용되었다. 1972년 RCA에 의해 《Space Oddity》로 음반이 재발매되었을 때, 보다 최근의 지그시 스타더스트 시대의 초상화가 앞면 커버에 전시되었다. 이 새로운 커버는 음반의 초기 CD 발매에서 복제되었다. 1999년 CD 재발행의 경우, 원래 영국의 초상화가 복원되었는데, 비록 《Space Oddity》 제목이 표지에 추가되었다. 이 음반의 2009년과 2015년 판은 원래의 영국 커버를 사용했으며, 원래의 녹색 틴트와 《David Bowie》 제목으로 되돌아갔다.

## 곡 목록
모든 곡들은 데이비드 보위에 의해 작사/작곡하였다.
| #  | 제목                                     | 재생 시간 |
| -- | ---------------------------------------- | --------- |
| 1. | 〈Space Oddity〉                         | 5:16      |
| 2. | 〈Unwashed and Somewhat Slightly Dazed〉 | 6:13      |
| 3. | 〈Letter to Hermione〉                   | 2:33      |
| 4. | 〈Cygnet Committee〉                     | 9:35      |

| #  | 제목                             | 재생 시간 |
| -- | -------------------------------- | --------- |
| 1. | 〈Janine〉                       | 3:25      |
| 2. | 〈An Occasional Dream〉          | 3:01      |
| 3. | 〈Wild Eyed Boy from Freecloud〉 | 4:52      |
| 4. | 〈God Knows I'm Good〉           | 3:21      |
| 5. | 〈Memory of a Free Festival〉    | 7:09      |

## 인증
| 국가                               | 인증 | 판매량/출하량 |
| ---------------------------------- | ---- | ------------- |
| 영국 (BPI)                         | 골드 | 100,000       |
| 판매량+스트리밍을 기반으로 한 인증 |      |               |